# Parco statale di Goosenecks
Il parco statale di Goosenecks è un parco statunitense situato nello stato statunitense dello Utah, vicino al suo confine meridionale e a breve distanza da Mexican Hat, sempre nello Utah.

## Caratteristiche
Il parco è attraversato dal fiume San Juan che nel corso di milioni di anni ha scavato profondi solchi nel suolo, inabissandosi fino a 300 metri di profondità rispetto al livello del parco, erosione facilitata anche dal vento e dalle escursioni termiche.
Il percorso del fiume è molto tortuoso ed il parco costituisce uno dei luoghi migliori dove poter ammirare i profondi meandri incisi nel suolo da un fiume.
Il parco nazionale di Goosenecks è in gran parte poco attrezzato. Ci sono alcuni campeggi e tavoli da picnic e sono anche disponibili dei servizi igienici. I campeggiatori devono provvedere a procurarsi l'acqua, il cibo e tutta l'attrezzatura necessaria per risiedere in zona.
Nel parco non ci sono sentieri escursionistici attrezzati, ma è possibile accedere al fiume San Juan attraverso il sentiero Honaker, pochi chilometri a nord-ovest.

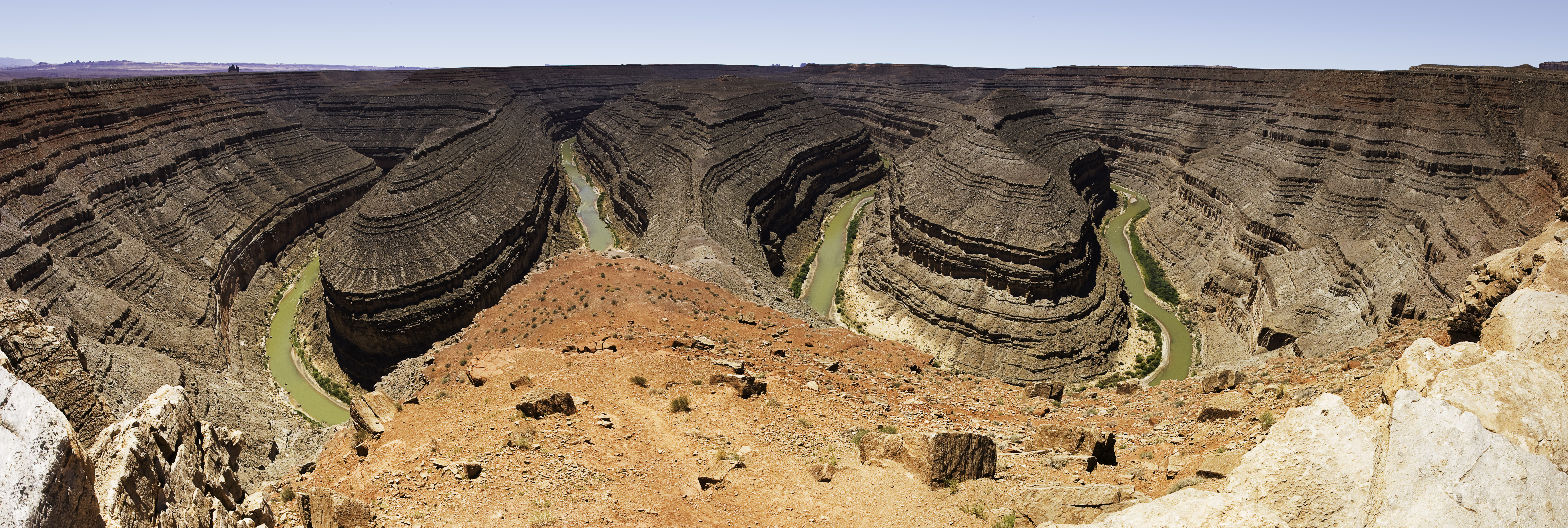
Vista panoramica dall'alto